# Charlotte de Grande-Bretagne
Pour les articles homonymes, voir Charlotte du Royaume-Uni (homonymie).
Titre
Duchesse puis électrice et reine consort de Wurtemberg (en)
1er janvier 1806 – 30 octobre 1816
(10 ans, 9 mois et 29 jours)
Charlotte Auguste Mathilde de Hanovre, princesse de Grande-Bretagne (en anglais, The Princess Charlotte ; en allemand, Charlotte Auguste von Großbritannien, Irland und Hannover), princesse royale, née le 29 septembre 1766 dans le palais de Buckingham et morte le 6 octobre 1828 dans le château de Ludwigsbourg, est un membre de la famille royale britannique en tant que fille aînée du roi Georges III de Grande-Bretagne, devenue par son mariage reine de Wurtemberg.

## Biographie

### Naissance et éducation

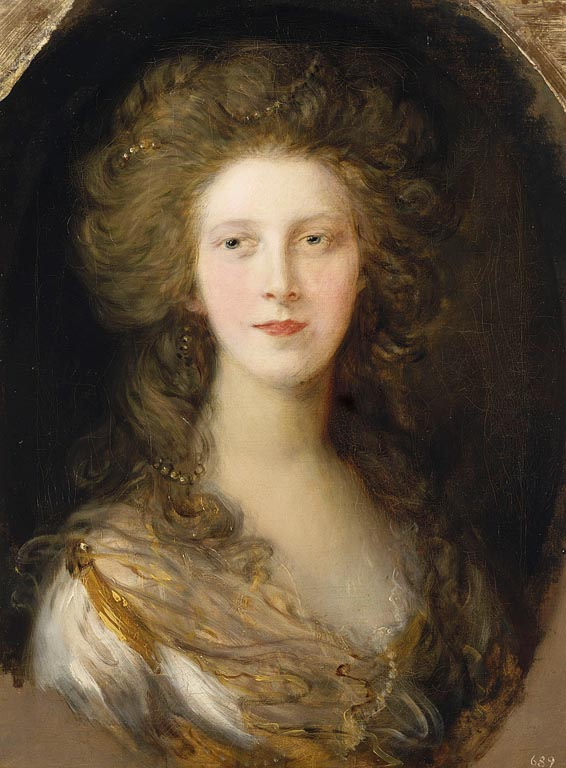
Charlotte
Princesse Royale, 1782
par Gainsborough
Royal Collection

Charlotte naît le 29 septembre 1766 au palais de Buckingham, à Londres. Son père, le roi Georges III de Grande-Bretagne (1738-1820), fils du prince Frédéric, prince de Galles et de la princesse Augusta de Saxe-Gotha-Altenbourg, appartient à la maison de Hanovre, qui règne sur la Grande-Bretagne depuis 1714.
Sa mère, la duchesse Charlotte de Mecklembourg-Strelitz (1744-1818), est la fille du duc Charles-Louis-Frédéric de Mecklembourg-Strelitz et de la princesse Élisabeth-Albertine de Saxe-Hildburghausen.
La princesse Charlotte est une cousine utérine de la fameuse reine Louise de Prusse qui incarna la lutte contre la domination française.
Comme ses frères et sœurs, Charlotte est éduquée par des précepteurs et passe la majorité de son enfance entre le palais de Buckingham, celui de Kew et le château de Windsor.

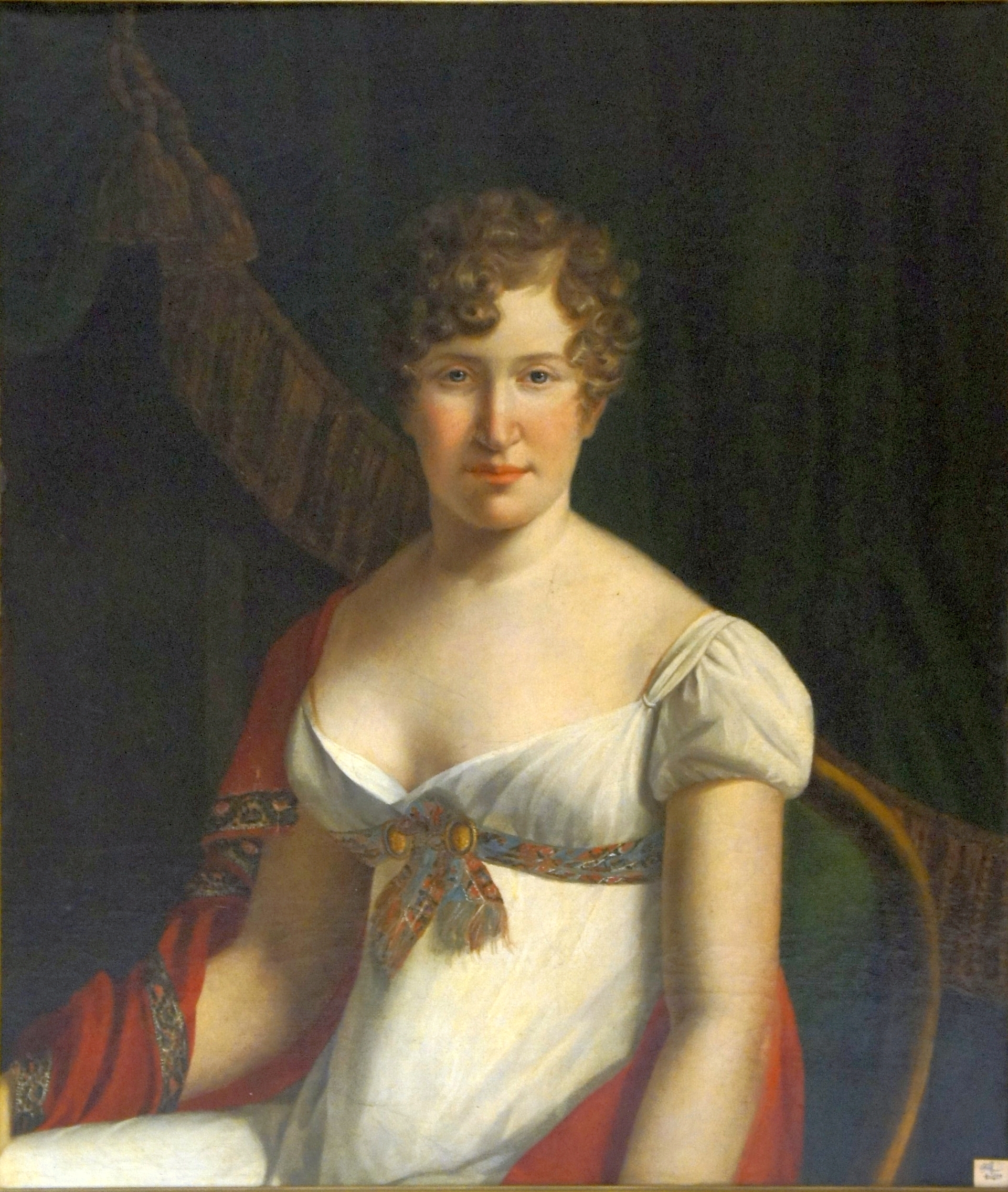
Son portrait au musée Garinet, Châlons-en-Champagne.

### Une princesse britannique au Wurtemberg
Le 18 mai 1797 au palais St. James, Charlotte, 30 ans, épouse le prince Frédéric, duc héritier de Wurtemberg, fils du duc Frédéric II Eugène et de la margravine Frédérique-Dorothée de Brandebourg-Schwedt, veuf de la princesse Augusta de Brunswick-Wolfenbüttel et dont la descendance est assurée. De leur union ne naît qu’une fille mort-née le 27 avril 1798.
Frédéric succède à son père en tant que duc régnant de Wurtemberg le 22 décembre 1797 sous le nom de Frédéric III. Le saint -Empire vit alors ses dernières heures humilié et vaincu par les armées françaises révolutionnaires puis impériales de Napoléon Bonaparte. celui-ci veut s'allier les principautés du sud de l'Allemagne pour en faire des états-tampons entre la France et l'Autriche. Lors du Recès d'Empire de 1803, le premier consul français bouleverse l'organisation du collège électoral du vieil empire et fait élever - entre autres - le margrave de Bade et Frédéric au rang d'Électeur. Frédéric devient électeur le 25 février 1803.
L'Empereur ayant dissous le Saint-Empire, Napoléon crée la confédération du Rhin dont il se désigne le protecteur, et fait de la Bavière, de la Saxe et du Wurtemberg des royaumes en échange de l'adhésion de leurs souverains à la Confédération. L'électeur de Bade qui n'a pas assez soutenu l'empereur des Français dans sa dernière campagne est seulement grand-duc.
Frédéric devient roi de Wurtemberg sous le nom de Frédéric Ier le 26 décembre 1805. Frédéric et Charlotte sont couronnés roi et reine le 1er janvier 1806 à Stuttgart. La fille de Frédéric, Catherine de Wurtemberg, épouse Jérôme Bonaparte, frère cadet de Napoléon créé roi de Westphalie.
A la chute de l'Empire français, Frédéric qui a opportunément rejoint la cause des alliés (et qui est l'oncle maternel du tsar Alexandre Ier de Russie et le beau-frère du roi Georges IV du Royaume-Uni) conserve son trône et l'intégralité de ses possessions (contrairement au roi de Saxe dont le royaume est amputé au profit de la Prusse).
Après la mort de Frédéric Ier le 30 octobre 1816, Charlotte continue de vivre au palais de Ludwigsbourg, à Stuttgart, où elle reçoit la visite de ses frères et sœurs : le duc de Kent, le duc de Sussex, le duc de Cambridge, la landgravine de Hesse-Hombourg, la princesse Augusta-Sophie. Charlotte est l’une des marraines de la princesse Victoria de Kent, future reine Victoria, sans toutefois assister au baptême le 24 juin 1819. En 1827, elle revient pour la première fois en Royaume-Uni depuis son mariage, trente ans plus tôt, pour raisons de santé.
Charlotte meurt le 5 octobre 1828 au palais de Ludwigsbourg, où elle est enterrée.

## Titres et honneurs

### Titulature
- 29 septembre 1766 — 22 juin 1789 : Son Altesse royale la princesse Charlotte de Grande-Bretagne et d’Irlande, princesse de Hanovre, duchesse de Brunswick et de Lünebourg
- 22 juin 1789 — 18 mai 1797 : Son Altesse royale la princesse royale de Grande-Bretagne et d’Irlande
- 18 mai 1797 — 22 décembre 1797 : Son Altesse royale la duchesse héritière de Wurtemberg
- 22 décembre 1797 — 25 février 1803 : Son Altesse royale la duchesse de Wurtemberg
- 25 février 1803 — 1er janvier 1806 : Son Altesse royale l’électrice de Wurtemberg
- 1er janvier 1806 — 30 octobre 1816 : Sa Majesté la reine de Wurtemberg
- 30 octobre 1816 — 5 octobre 1828 : Sa Majesté la reine douairière de Wurtemberg

### Armes
| Blason | Blasonnement : Écartelé, en I parti : en 1 de gueules aux trois léopards d’or et en 2 d’or, au lion de gueules, au double trescheur fleuronné et contre-fleuronné du même ; en II d’azur aux trois fleurs de lys d’or ; en III d’azur, à la harpe d’or, cordée d’argent et IV tiercé en pairle renversé, 1, de gueules, à deux léopards d’or ; 2, d’or, semé de cœurs de gueules, au lion d’azur, armé et lampassé du deuxième, brochant sur le tout ; 3, de gueules, au cheval cabré d’argent, harnaché d’or ; un lambel à trois pendants d’argent brochant sur la partition, le pendant central chargé d’une rose de gueules, les autres d’une croix de gueules. |